# Svarttjärnen (Alanäs socken, Jämtland, 712189-148165)
Svarttjärnen är en sjö i Strömsunds kommun i Jämtland och ingår i Ångermanälvens huvudavrinningsområde.